# Convention Dubire
La Convention Dubire est un système de notation du persan basé sur l'alphabet latin sans signe diacritique. Le professeur Parviz Varjavand en a vanté les mérites.

## Description
| A a  | B b | C c | D d | E e | F f | G g   | H h   | I i   | J j   |
| ---- | --- | --- | --- | --- | --- | ----- | ----- | ----- | ----- |
| /ɑː/ | /b/ | /s/ | /d/ | /e/ | /f/ | /ɡ/   | /h/   | /i/   | /dʒ/  |
| K k  | L l | M m | N n | O o | P p | Q q   | R r   | S s   | T t   |
| /k/  | /l/ | /m/ | /n/ | /o/ | /p/ | /ɣ/   | /ɾ/   | /ʃ/   | /t/   |
| U u  | V v | W w | X x | Y y | Z z | OO oo | CC cc | JJ jj | EE ee |
| /æ/  | /v/ | /w/ | /χ/ | /j/ | /z/ | /u/   | /tʃ/  | /ʒ/   | /ʔ/   |